# Альперин, Абрам Самойлович
Абрам Самойлович Альперин (1881—1968) — финансист и меценат, общественный деятель, юрист, промышленник, видный деятель русского масонства в эмиграции.

## Биография
В юности был помощником присяжного поверенного В. Ф. Зеелера, вскоре оставил эту должность. В 1912—1913 гг. начал общественную деятельность на Дону. Создатель Ростовского купеческого банка, член его правления, заведовал табачными фабриками Асмолова и Кушнарева, обществами «Мыловар» и «Саломас», основанными банком. Постоянно оказывал материальную помощь донским казакам. Градоначальник Одессы в период Временного правительства. Во время Гражданской войны заместитель председателя Донского общества помощи казаков, которое открыло два лазарета, организовало санитарные отряды. Оказывал материальную помощь Добровольческой армии и донскому казачеству. Член Партии народных социалистов, затем председатель Ростовской группы Трудовой народно-социалистической партии. В начале 1918 начальник отдела пропаганды в казачьем отряде генерала Э. Семилетова.

### Деятельность в эмиграции
В 1919 году эмигрировал в Париж, первоначально возглавлял крупное табачное дело. Вместе с А. А. Титовым и К. В. Вейсбергом создал предприятие «Биотерапия», затем один из директоров лаборатории (фабрики) «Биотерапия», в которой работало много русских. Директор франко-русского предприятия, выпускавшего известную зубную пасту. С мая 1920 года член Заграничного комитета Трудовой народно-социалистической партии, заседания которого часто проходили на его квартире. Находился под влиянием идей Н. В. Чайковского. В июле 1921 г. вошёл в Париже в бюро Комитета помощи голодающим. В августе 1921 (при учреждении) вошёл в Российский общественный комитет помощи голодающим в России. С 1921 член, затем председатель ревизионной комиссии, с 1929 член правления (совета) Объединения земских и городских деятелей (Земгора). В 1923 году член Республиканско-демократического клуба, затем посещал заседания Республиканско-демократического объединения. В 1923 году стал членом-основателем Лиги борьбы с антисемитизмом, тогда же вошёл в комитет этой организации. В 1926 стал одним из организаторов Русского клуба в Париже, его казначей. В 1926 внёс значительные пожертвования на переезд из Праги в Париж Объединения окончивших высшие учебные заведения. С 1928 председатель Бюро парижского комитета и член Общества ремесленного труда (ОРТа), занимавшегося трудоустройством евреев; в 1937 член Центральной исполнительной комиссии, в 1945 председатель административной комиссии союза ОРТа во Франции и его Парижского отдела. С 1931 член ревизионной комиссии, в 1935 председатель русского Политического Красного Креста в Париже. В 1932 член Общества друзей Русского народного университета. В феврале 1933 вошёл в инициативную группу кружка русско-еврейской интеллигенции (затем преобразовано в Объединение), в 1937—1938 и с 5.1.1946 по 1949 член правления (комитета), с 1947 руководитель Объединения русско-еврейской интеллигенции (в России). В 1935 член общества «Ост унд Вест». В 1935—1937 член Центрального Пушкинского комитета в Париже. В 1937 член совета Российского музыкального общества за границей.
22 июня 1941 года арестован вместе с другими русскими эмигрантами во Франции и заключён в концлагерь «Фронт-Сталаг 122» (Компьень, департамент Уаза), выбран заключёнными старостой. Затем содержался в лагере Дранси. В начале ноября 1942 года освобождён. Организовал через кружок «Православное дело» матери Марии на рю Лурмель помощь российским заключённым лагеря Компьень. Вместе с И. А. Кривошеиным во время войны занимался укрывательством евреев. Руководитель еврейского движения Сопротивления в оккупированной зоне Франции. 12 февраля 1945 года с группой других видных общественных деятелей эмиграции посетил советское посольство. При основании 20 марта 1945 стал товарищем председателя Объединения русской эмиграции для сближения с Советской Россией, вошёл в его правление. С созданием в начале 1946 года при Союзе русских евреев во Франции Общества помощи русско-еврейской интеллигенции имени Я. Л. Тейтеля (Тейтелевский комитет) стал председателем комиссии для распределения помощи, в июне 1946 избран казначеем указанного Общества, с 1947 возглавлял его. С ноября 1946 по 1952 почётный председатель возобновлённого Союза русских и литовских евреев, выступал в этой организации с докладами. 31 мая 1947 вошёл в бюро Координационного комитета, созданного 45 благотворительными и гуманитарными организациями. В сентябре 1947 вошёл в Комитет по созданию фонда имени С. Ф. Штерна, организованный по инициативе общества «Быстрая помощь». Сотрудничал с последним из упомянутых обществ в 1948. С 21.11.1949 по 1955 и с 14.11.1962 член ревизионной комиссии Российского Земско-городского комитета помощи русским беженцам (Земгора). В 1949 член комитета Очага русских евреев-беженцев, сотрудничал с этой организацией по 1954. В 1952 году совершил поездку в Израиль. С 1958 по 1960 член правления (Совета) Объединения русских адвокатов во Франции. В 1965 председатель Ассоциации Тургеневской библиотеки. Занимался также журналистской деятельностью.
Скончался во Франции.

## В масонстве
Посвящён в масонство в русской парижской ложе «Северная звезда» в 1926 году, её 1-й страж в 1930 году, досточтимый мастер в 1932—1936 и в 1940—1955 годах. Посещал заседания независимой ложи «Северные братья». Числился также членом другой русской парижской ложи — «Свободная Россия» с 1932 года, её досточтимый мастер в 1951 году. Масон высших степеней, возведён в 18° ДПШУ в 1932 году. В конце 1930-х входил также в состав масонской группы «Лицом к России».